# Shenzhen Open 2015
Das Shenzhen Open 2015 ist der Name eines Tennisturniers der WTA Tour 2015 für Damen sowie eines Tennisturniers der ATP World Tour 2015 für Herren in Shenzhen.

## Herrenturnier
→ Qualifikation: Shenzhen Open 2015/Herren/Qualifikation

## Damenturnier
→ Qualifikation: Shenzhen Open 2015/Damen/Qualifikation